# Economía de Reunión
La economía de Reunión se ha basado tradicionalmente en la agricultura. La caña de azúcar ha sido el cultivo principal durante más de un siglo, y en algunos años representa el 85% de las exportaciones. El gobierno ha estado impulsando el desarrollo de una industria turística para aliviar el alto desempleo, que representa más del 40% de la fuerza laboral.
La brecha en Reunión entre los ricos y los pobres es grande y explica las persistentes tensiones sociales. El estallido de graves disturbios en febrero de 1991 ilustró la gravedad de las tensiones socioeconómicas. Sin embargo, esta brecha se ha ido cerrando en los últimos 15 años.
En 2007, el PIB per cápita de Reunión a tipos de cambio nominales, no a PPA, fue de €17.146 ($23.501). Sin embargo, si bien es excepcionalmente alto en comparación con sus vecinos de Madagascar y el continente africano, representa sólo el 57% del PIB per cápita de 30.140 euros de la Francia metropolitana en 2007. El PIB total de la isla fue de 18 800 millones de dólares estadounidenses en 2007.

## Otros productos de exportación
- Aceite esencial (principalmente Vetyver y Geranio con aroma a rosa)
- Vainilla Bourbon
- Pescados y mariscos, principalmente atún, pez espada y austromerluza patagónica